# Ghost Showers
Ghost Showers to szósty singiel amerykańskiego rapera Ghostface Killaha członka Wu-Tang Clan wydany 2001 roku nakładem wytwórni Epic Records.
Utwór został wyprodukowany przez Chrisa Liggio i Tallyego Galbretha i znalazł się na trzecim albumie artysty pt: Bulletproof Wallets.

## Lista utworów
Opracowano na podstawie źródła.
Strona A
1. Ghost Showers (Album Version) - 4:11
  - Producent: Chris Liggio
  - Koprodukcja: Tally Galbreth
2. Ghost Showers (Clean Version) - 4:32
  - Producent: Chris Liggio
  - Koprodukcja: Tally Galbreth
3. Ghost Showers (Instrumental) - 4:32
  - Producent: Chris Liggio
  - Koprodukcja: Tally Galbreth

Strona B
1. Ice (Album Version) - 1:00
  - Producent: Rsonist
2. The Hilton (Album Version) - 3:59
  - Producent: Carlos "Six July" Broady
  - Gościnnie: Raekwon
3. The Hilton (Clean Version) - 3:59
  - Producent: Carlos "Six July" Broady
  - Gościnnie: Raekwon
4. The Hilton (Instrumental) - 3:59
  - Producent: Carlos "Six July" Broady

## Użyte sample
- "Sunshower" w wykonaniu Dr. Buzzard's Original Savannah Band